# Joy Grant
Audrey Joy Grant, née le 5 février 1951 au Honduras britannique (l'actuel Belize) est une financière, diplomate et femme politique bélizienne.
Après des études en administration des affaires et en finance internationale, Joy Grant travaille pour le développement économique et environnemental. Elle organise et dirige le « Programme pour le Belize » pour la gestion durable des forêts et la conservation de la forêt tropicale humide. Elle est ensuite chargée de la préservation de la nature dans la zone atlantique d'une dizaine de pays et d'une partie des États-Unis.
Joy Grant est ensuite ambassadrice du Belize dans plusieurs pays d'Europe et auprès de la Commission européenne.
Elle est nommée sénatrice du Belize en 2012 et devient la première ministre de l'Énergie, de la Science et de la Technologie et des services publics.
Depuis 2016, elle est la gouverneure de la Banque centrale du Belize.

## Biographie

### Jeunesse, études et débuts professionnels
Audrey Joy Grant naît le 5 février 1951 à Belize City, dans le Honduras britannique, actuellement le Belize. Après avoir fréquenté l'école secondaire à Belize City, elle travaille pendant un an à la Barclay's Bank, puis elle part au Canada pour des études universitaires. Elle obtient un diplôme de premier cycle en commerce et une maîtrise d'administration des affaires en finance internationale de l'université de l'Alberta, au Canada.
Joy Grant déménage ensuite à la Barbade, où elle travaille sur des projets de développement économique pour treize pays des Caraïbes à la Banque de développement des Caraïbes. Après huit ans, elle déménage à Washington D.C. et y travaille à l'ambassade du Belize.

### Responsable de conservation des forêts
En 1989, Joy Grant revient au Belize pour diriger un projet de conservation financé par la Massachusetts Audubon Society avec l'aide du Nature Conservancy et des scientifiques américains. Le projet, intitulé « Programme pour le Belize », est co-fondé par Joy Grant ; elle en devient la première directrice exécutive, acquérant plus de 300 000 acres (4% de la superficie terrestre du Belize) de forêt tropicale humide comme réserve pour le projet.
À l'époque, les programmes de conservation de ces forêts en sont à leurs balbutiements ; elle obtient deux certifications de durabilité différente pour son programme de gestion durable des forêts de l'acajou du Belize.
Après plus d'une décennie avec le programme pour le Belize, en 2001, Joy Grant devient la vice-présidente et directrice générale de la région de conservation de l'Atlantique de la conservation de la nature. Elle supervise les efforts de conservation dans vingt des États de l'est des États-Unis et dix pays d'Amérique centrale et des Caraïbes.
En 2003 elle lance le projet d'un programme qui englobe le bassin de la mer des Caraïbes, de Cuba au Venezuela. En quittant Nature Conservancy en 2005, elle commence à travailler en tant que directrice principale du Natural Capital Project.

### Ambassadrice
En 2008, elle est nommée ambassadrice extraordinaire et plénipotentiaire à l'ambassade du Belize à Bruxelles, en Belgique.
Elle est ensuite ambassadrice désignée au royaume d'Espagne et aux Pays-Bas, en Allemagne et en France, et ambassadrice extraordinaire et plénipotentiaire auprès de la Commission européenne, fonction qu'elle exerce jusqu'en 2012. Joy Grant est nommée au comité pour la conception du Fonds vert pour le climat à l'Organisation des Nations unies en 2011.

### Sénatrice et ministre
En 2012, Joy Grant est nommée sénatrice du Belize par le premier ministre Dean Barrow et elle est la première ministre de l'Énergie, des sciences et de la technologie et des services publics.
Les objectifs de son nouveau ministère sont d'élaborer un plan de développement durable en intégrant les lois politiques et réglementaires sur l'énergie, la science et la technologie dans les processus décisionnels nationaux.

### Gouverneure de la Banque centrale
Elle est gouverneuse de la Banque centrale du Belize depuis 2016 ; sa nomination, annoncée en août, est effective depuis le 1er octobre 2016,.